# Fort Pierce
Fort Pierce – miasto w Stanach Zjednoczonych, w stanie Floryda. Siedziba hrabstwa St. Lucie. Miasto jest znane również jako ''Sunrise City'' (pol. Miasto Świtu), ponieważ jest miastem partnerskim San Francisco, które posiada przydomek ''Sunset City'' (pol. Miasto zachodu słońca). W 2010 roku miasto było zamieszkane przez 41892 osoby, natomiast w 2012 roku przez 42645 osób. W 2000 roku miasto było na pierwszym miejscu pod względem proporcji ilości popełnianych przestępstw do ilości mieszkańców.
W 2005 roku miasto otrzymało nagrodę City of Excellence Award (pol. Miasto Doskonałości) od Florida League of Cities.

## Historia
Przed osadnictwem europejskim obszar, na którym obecnie znajduje się Fort Pierce, był zamieszkany przez Indian z plemienia Ais. Na początku XVI w. wschodnia część Florydy była zwana „Los Musquitos”. W 1828 roku zostało uformowane hrabstwo Mosquito. Wkrótce weszła w życie ustawa o nazwie „Armed Occupation Act”, która miała zachęcić ludzi do osiedlenia się na obszarze zlokalizowanym na południe od Ocala i Ormond Beach. Jednymi z nich byli William F. Russell, Ossian B. Hart, John Barker, Mills O. Burnham i John Heermans, którzy założyli miejscowość o nazwie Susanna. Później hrabstwo Mosquito zostało podzielone na hrabstwa Orange i St. Lucia, które istniało w latach 1844–1855, po czym zostało przemianowane na hrabstwo Brevard.
Fort Pierce zostało nazwane na cześć podpułkownika Benjamina K. Pierce’a, który założył fort należący do United States Army po zakończeniu drugiej wojny seminolskiej w 1838 roku. 60 lat później na tym obszarze ustanowiono miasto Fort Pierce.
2 lutego 1901 roku w mieście zostały wybrane władze miejskie.

## Demografia
Według spisu powszechnego z 2010 roku miasto było zamieszkane przez 41892 osoby zamieszkałe w 9418 rodzinach. Znajdowało się tu 15170 gospodarstw domowych oraz 17170 jednostek mieszkalnych, których gęstość wynosiła 449,8/km². Gęstość zaludnienia wynosiła 9827 osób/km². Kompozycja rasowa mieszkańców w 2010 roku przedstawiała się następująco: 45,3% stanowili przedstawiciele rasy białej, 40,9% było Afroamerykanami, 0,6% miało pochodzenie indiańskie, 0,9% miało korzenie azjatyckie, 0,1% stanowili przybysze z wysp Pacyfiku, natomiast 2,7% było przedstawicielami co najmniej dwóch ras. Hiszpanami i Latynosami było 21,6% mieszkańców.
W 2010 roku w mieście znajdowało się 15170 gospodarstw domowych. 32,9% gospodarstw domowych było zamieszanych przez dziecko w wieku do 18 lat, 37,3% było zamieszkanych przez małżeństwo żyjące razem, 19,6% było zamieszkanych przez kobietę nieposiadającą męża, natomiast 37,9% gospodarstw było zamieszkanych przez jedną osobę. 11,7% było zamieszkanych przez osoby w wieku od 65 lat lub starsze. Jedno gospodarstwo domowe było zamieszkane przez 273 osób. Średnia wielkość rodziny wynosiła 350 osób.
Według kryterium wiekowego, populacja Fort Pierce w 2010 roku liczyła 25,9% osób w wieku poniżej 18 lat, 7% osób w przedziale 18-24 lat, 13,3% osób w wieku 25-44 lat, 13% mieszkańców w przedziale 45-54 lat, 9,8% mieszkańców w przedziale 55-64 lat oraz 6,8% osób, które ukończyły co najmniej 65 lat. Mediana wieku wynosiła 35,2 lat. Na 100 kobiet przypadało 97,4 mężczyzn. Na 100 kobiet poniżej 18 roku życia przypadało 94,9 mężczyzn.
W 2000 roku średni przychód na gospodarstwo wynosił 30,869$, natomiast średni przychód na rodzinę wynosił 36,337$. Średni przychód na mężczyznę wynosił 32,412$, natomiast na kobietę 26,349$. Dochód na jednego mieszkańca w Key West wynosił 16,782$. 30,2% ludności żyło poniżej granicy ubóstwa.

## Ekologia
W pobliżu Fort Pierce, na rafie koralowej Oculina Banks usytuowanej na Oceanie Atlantyckim znajduje się rezerwat morski Experimental Oculina Research Reserve. Został utworzony w 1984 roku, a jego początkowa wielkość wynosiła 92 mile morskie (316 km²) – obszar ten nosił nazwę "Oculina Habitat Area of Particular Concern". W 1994 roku na obszarze rezerwatu zakazano wszelkich połowów oraz otrzymał obecną nazwę. W 2000 roku obszar rezerwatu został powiększony do 300 mil morskich (1030 km²) oraz zaostrzono ochronę rezerwatu. Miasto jest znane również z powodu dużej populacji manatowatych znajdujących się w jego pobliżu.

## Klimat
W Fort Pierce znajduje się wilgotny klimat subtropikalny (Cfa, Cwa), który mocno przypomina klimat sawann. Latem temperatura waha się między 80 °F (26 °C) a 100 °F (37 °C). Zimą temperatura waha się między 55 °F (12 °C) a 80 °F (26 °C), chociaż czasami temperatura spada do wartości poniżej 40 °F (4 °C), jednakże nigdy nie spada poniżej 0 °C.
Po wyrządzeniu szkód wyrządzonych przez huragany Frances i Jeanne w 2004 roku organizacja FEMA stworzyła plan mający na celu zabezpieczenie budynków przez huraganami, dzięki czemu będzie można zmniejszyć koszty remontów tych budynków. W 2012 roku rozpoczęto budowę 12 sztucznych wysp barierowych, których "rdzeń" wykonany jest z rur geotekstylnych wyprodukowanych przez firmę Flint. Budowa zakończyła się w 2013 roku – jej koszt wyniósł 18 milionów dolarów.

## Transport
Transport w Fort Pierce jest zarządzany przez organizację St. Lucie Transportation Planning Organization (TPO).
W latach 90. stworzony został system komunikacji autobusowej działającej na terenie hrabstwa St. Lucie. 3 czerwca 2002 r. Departament Transportu Stanu Floryda (FDOT) zatwierdził plan mający na celu rozszerzenie systemu komunikacji autobusowej, dzięki czemu będzie mógł działać również na terenie hrabstwa Martin.
Przez obszar Fort Pierce biegną następujące drogi:
- U.S. Route 1 / Florida State Road 5
- Florida State Road A1A
- Florida State Road 68
- Florida State Road 70
- Florida State Road 91
- Florida State Road 615
- Interstate 95

Amtrak i Florida East Coast Railway planują wybudować nowe stacje kolejowe wzdłuż wschodniego wybrzeża Florydy. Miasta, o których rozmawiali to: Stuart, Fort Pierce, Vero Beach, Melbourne, Titusville, Cocoa, Daytona Beach i St. Augustine.

## Edukacja
W Fort Pierce znajdują się publiczne szkoły Fort Pierce Central High School, Fort Pierce Westwood High School and Lincoln Park Academy oraz prywatne szkoły John Carroll Catholic High School, Faith Baptist School, Saint Andrew’s Academy i Saint Anastasia Middle School.
Na terenie Fort Pierce znajduje się również stanowy college Indian River State College.

## Atrakcje turystyczne
- A.E. Backus Museum and Gallery
- Arcade Building
- Art Mundo at the Art Bank[6]
- Boston House
- Dust Tracks of Zora Neale Hurston[7]
- Harbor Branch Oceanographic Institute
- Heathcote Botanical Gardens
- Historic Lincoln Theater
- Historic Main Street[8]
- Florida Power and Light Energy Encounter[9]
- Lincoln Park Main Street
- Old Fort Pierce City Hall
- Old Fort Pierce Park
- Manatee Center[10]
- National Navy UDT-SEAL Museum
- Smithsonian Marine Ecosystem Exhibit[11]
- St. Lucie County Marine Center[12]
- St. Lucie County Regional History Center[13]
- Sunrise Theatre[14]

## Znane osoby

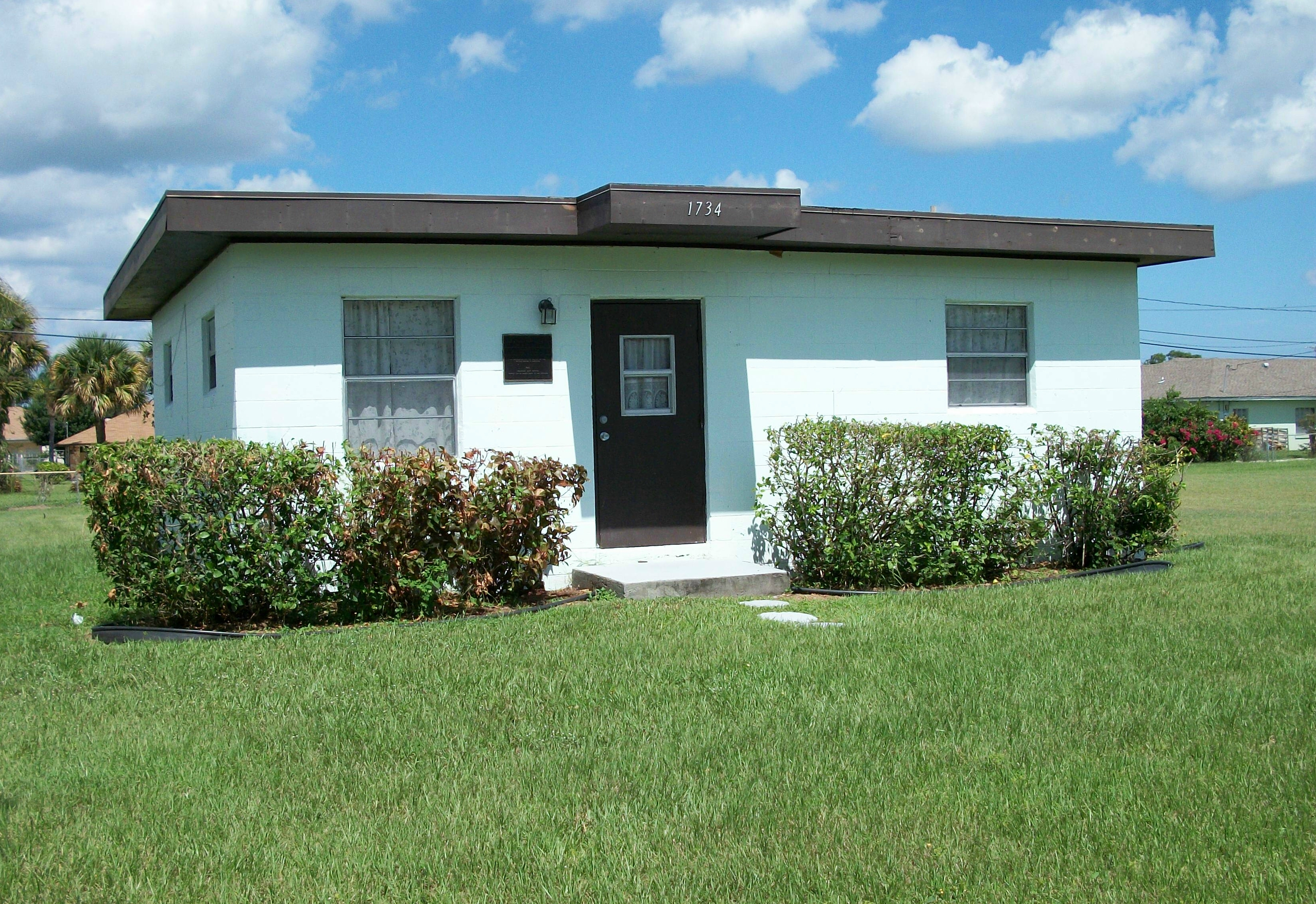
Zora Neale Hurston's House

- Rick Ankiel, były gracz Major League Baseball[15]
- A.E. Backus, artysta i malarz[16]
- Kimberly Bergalis, ofiara pierwszego znanego przypadku klinicznego zarażenia wirusem HIV
- Edwin Binney, współzałożyciel firmy Crayola[17]
- Jeff Blackshear, gracz futbolu amerykańskiego[18]
- Roslyn M. Brock, prezes organizacji National Association for the Advancement of Colored People
- Jamar Chaney, amerykański zawodnik futbolu amerykańskiego, grający na pozycji linebackera[19]
- Yamon Figurs, wide receiver i return specialist grający w Canadian Football League[20]
- Mark Foley, były członek Izby Reprezentantów
- John Houghtaling (1916–2009), przedsiębiorca[21]
- Zora Neale Hurston, pisarka znana dzięki napisanej przez niej książce pt. Ich oczy oglądały Boga[22]
- Charles Johnson, catcher w lidze Major League Baseball[23]
- Ladislav Karabin, gracz hokeju na lodzie grający w drużynie Pittsburgh Penguins
- Daniel T. McCarty, 31. Gubernator stanu Floryda[24]
- Terry McGriff, catcher w lidze Major League Baseball[25]
- Ryan McNeil, defensive back w lidze National Football League[26]
- Wonder Monds, defensive back w lidze National Football League
- Larry Sanders, koszykarz grający w drużynie Milwaukee Bucks[27]
- Jeff Schwarz, miotacz w Major League Baseball[28]
- Gary Stewart, piosenkarz country
- Matthew Underwood, aktor znany z serialu pt. Zoey 101
- Herbert Strong, golfista[29]